# Katja Strobel
Katja Strobel (* 5. Mai 1974 in Berlin) ist eine deutsche Schauspielerin und Synchronsprecherin.

## Leben
Strobel kam durch ihre Mutter, Sabine Strobel (* 1951), zum Synchronsprechen und begann daher schon früh mit Synchronarbeiten.
Im Fernsehen war sie u. a. zu sehen in Bettkantengeschichten, A.S., Wolffs Revier (1993), Ihre Exzellenz, die Botschafterin (1994), Ein unvergessliches Wochenende in Sevilla (1994), Kurklinik Rosenau (1995), Frauenarzt Dr. Merthin (1994), sowie in Ein Fall für zwei (1997). Von 1997 bis 1998 spielte Strobel die Rolle der Martina Thielmann in der RTL-Justizserie Hinter Gittern – Der Frauenknast.
Strobel synchronisierte über viele Folgen hinweg die Rolle der Sonoko Suzuki in dem Anime Detektiv Conan. In der Anime-Serie Oh! My Goddess vertonte sie ebenfalls eine wichtige Rolle. 2012 lieh Strobel zudem einer Figur in der Serie Maid-sama ihre Stimme. Außerdem synchronisierte sie für Serien wie Chaos City, Friends oder auch Angel – Jäger der Finsternis.
Katja Strobel ist Physiotherapeutin.